# Expats
Expats är en amerikansk dramaserie vars första säsong består av sex avsnitt. Serien hade premiär den 26 januari 2024 på strömningstjänsten Amazon Prime Video. Seriens är skapad av Lulu Wang som även medverkat till seriens manus som i sin tur är baserat på Janice Y. K. Lees roman The Expatriates.

## Handling
Serien utspelar sig år 2014 i Hong Kong och kretsar kring de tre kvinnorna Margaret (Nicole Kidman), Hilary (Sarayu Rao) och Mercy (Ji-young Yoo), som möts efter en familjetragedi.

## Rollista i urval
- Nicole Kidman - Margaret
- Ji-young Yoo - Mercy
- Jack Huston - David Starr
- Sarayu Rao - Hilary Starr
- Brian Tee - Clarke
- Flora Chan - Olive